# Wat Chedi Liam
 (avril 2018).
Si vous disposez d'ouvrages ou d'articles de référence ou si vous connaissez des sites web de qualité traitant du thème abordé ici, merci de compléter l'article en donnant les références utiles à sa vérifiabilité et en les liant à la section « Notes et références ».
Wat Chedi Liam (thaï :; « Temple de la pagode carrée »), anciennement connu sous le Wat Ku Kham (thaï :; « temple du stupa doré »), est l’un des wats de l’ancienne ville thaïlandaise de Wiang Kum Kam, qui fait maintenant partie de la ville actuelle de Chiang Mai.

## L'histoire
Le temple a été construit en 1287 et est resté en usage pendant le début de la période Lanna, après la création de la nouvelle ville de Chiang Mai par le Roi Mangrai le Grand.

### Rénovation
Les bâtiments actuels sont issus d’une rénovation en 1908 EC par un commerçant birman. Pour cette raison, plusieurs décorations sont de style birman. Par exemple, toutes les images de Bouddha sauf une sur le chedi portent les couleurs birmanes jaunes plutôt que les couleurs blanches thaïlandaises.
Le chedi a été également rénové en 1992 EC, quand un certain nombre d’autres améliorations ont été apportées au site. Certaines améliorations ainsi que des réparations nécessaires n'ont pas été très appréciées[réf. nécessaire]. Malgré son ancienneté, le wat est utilisé de la même manière que des wats plus récents (par exemple, il y a un marché le week-end).

## Architecture
Le chedi (Cetiya) est un design à cinq niveaux, commun du début de la période Lanna et montre une influence claire du style Môn Haripunchai. Chaque coin du chedi est gardé par un grand lion tourné vers l’extérieur, et il y a des statues de Bouddha montrant différents mudrās sur les quatre premiers niveaux du chedi. Les décorations du hall principal sont en très bon état à l’intérieur comme à l'extérieur.

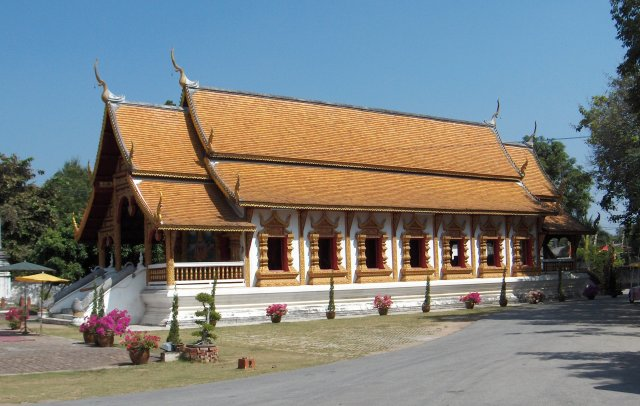
Le vihara du temple
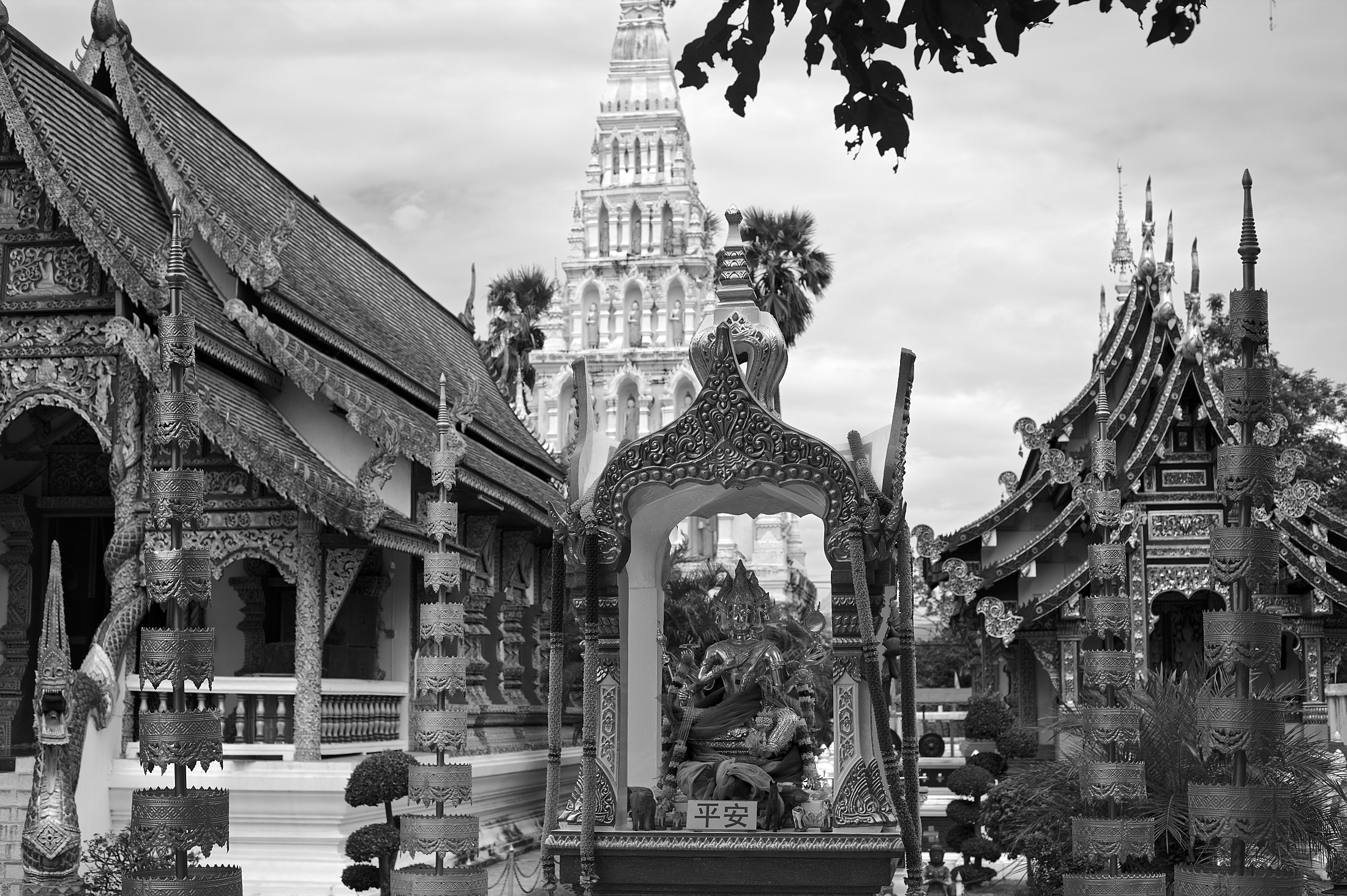
Sanctuaire de Brahma dans les jardins de Wat Chedi Liam. Chedi Liam est visible à l'arrière.
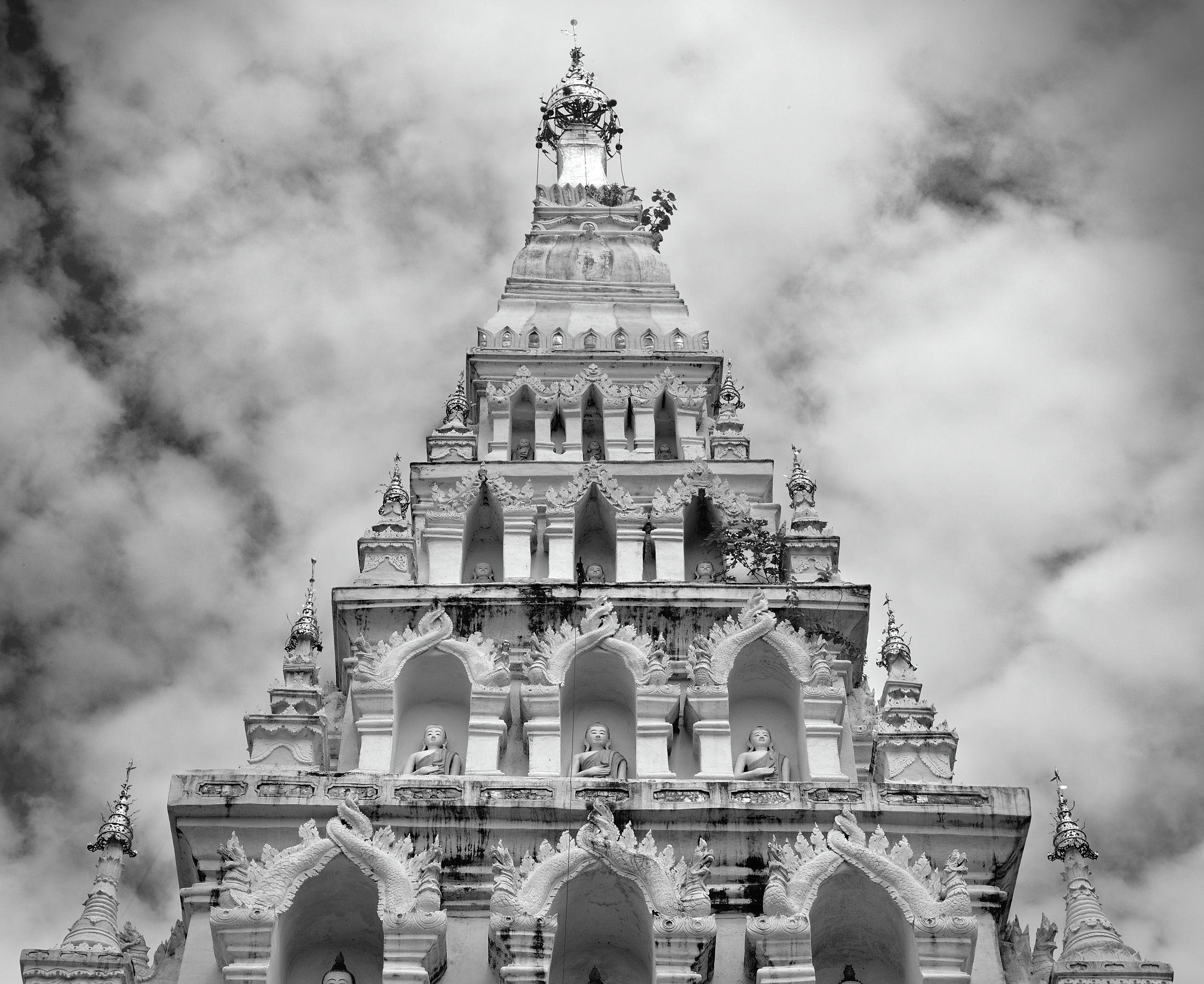
Vue détaillée de la crête de Chedi Liam.
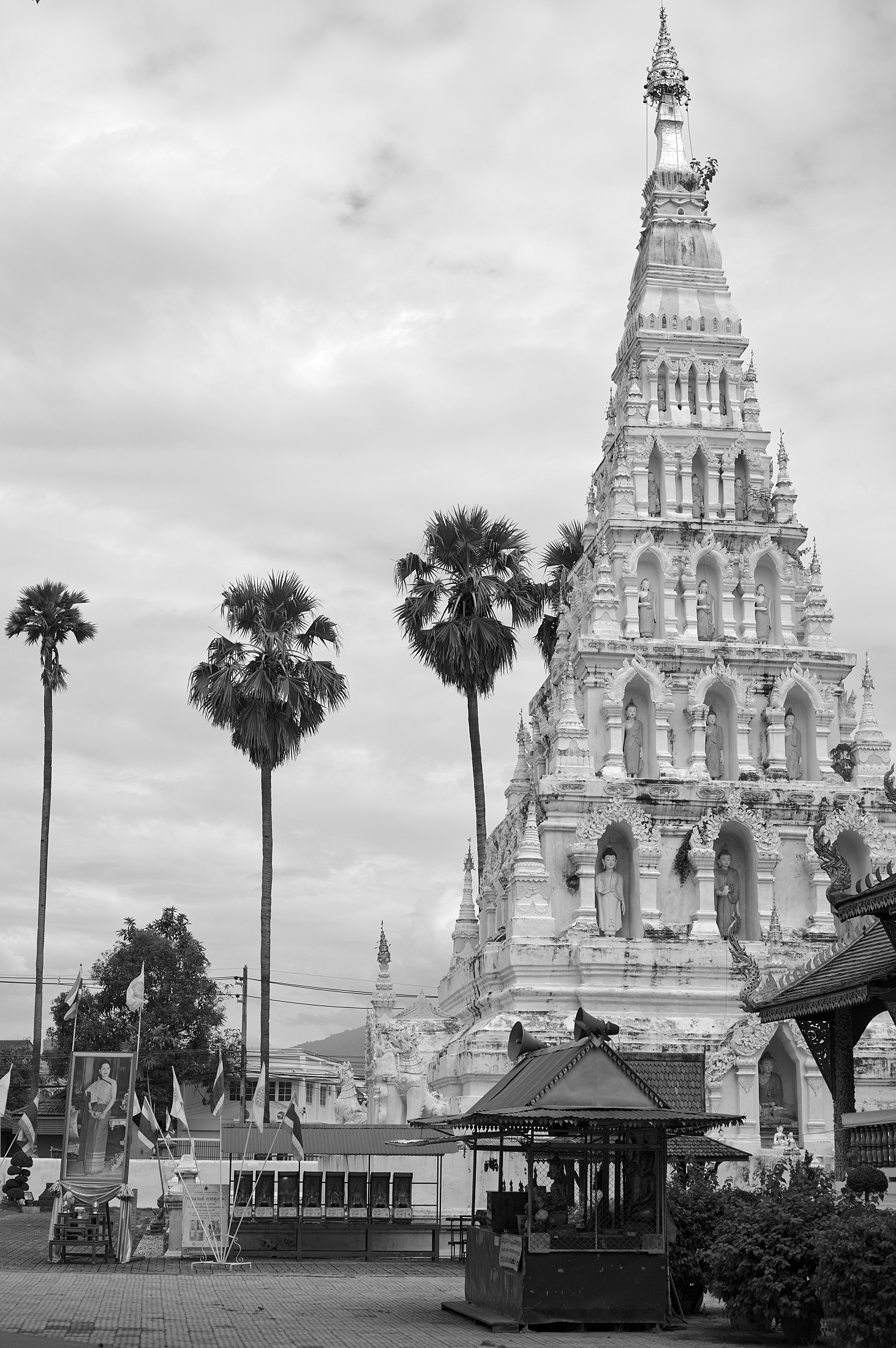
Vue de pleine hauteur de Chedi Liam.
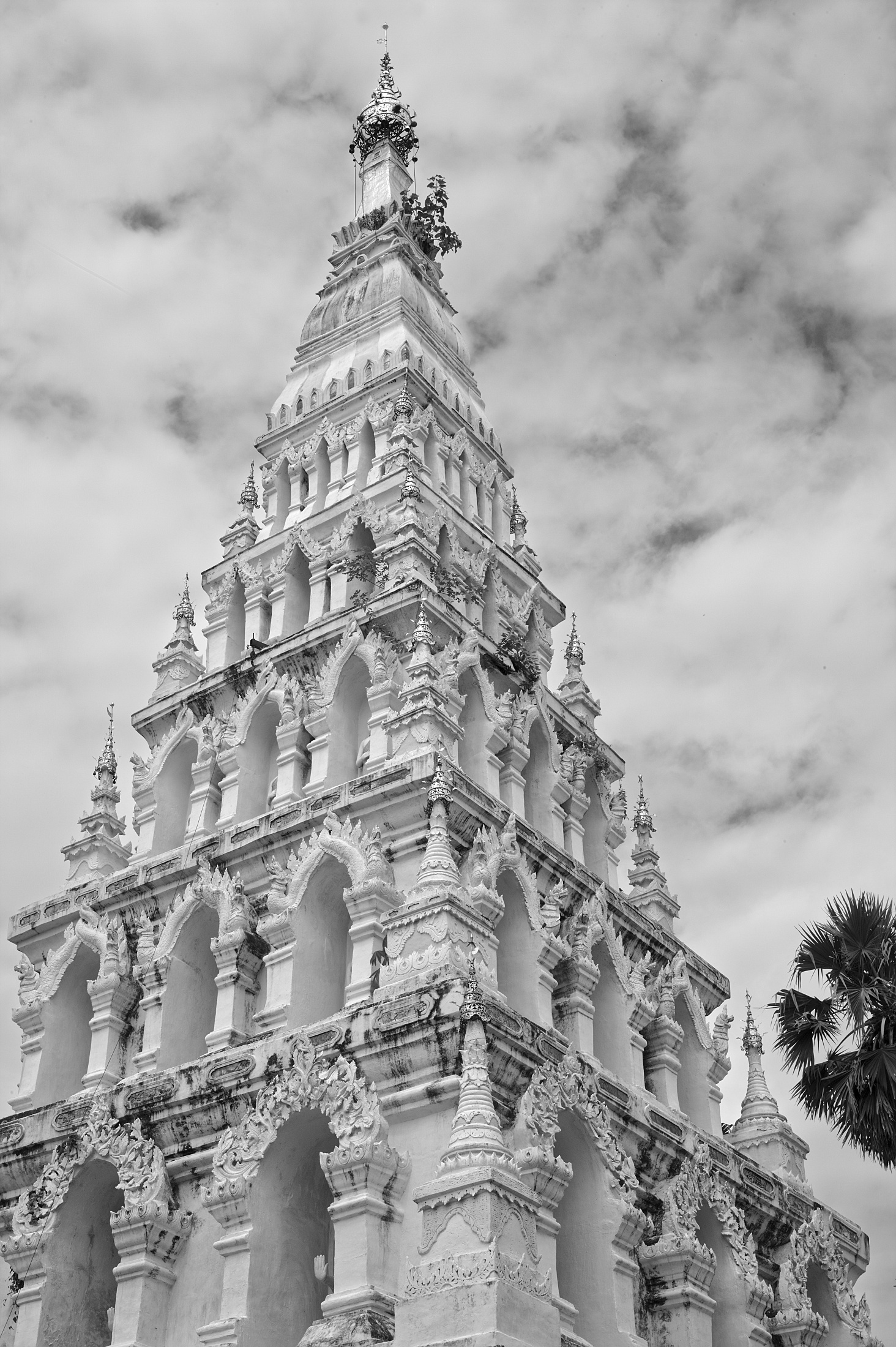
Vue partielle de Chedi Liam.
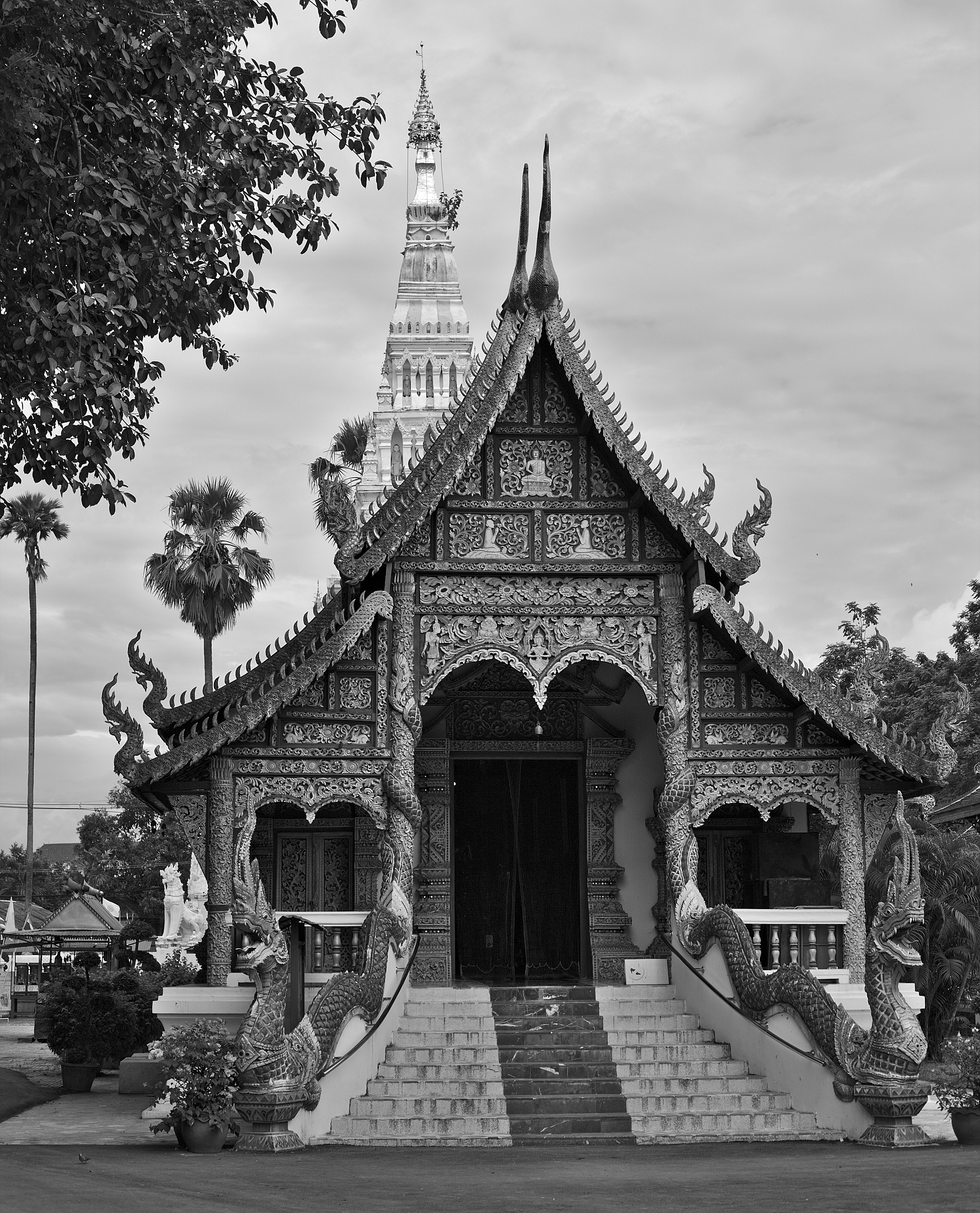
Version moderne, salle principale restaurée avec Chedi Liam visible à l'arrière.